# Markovski potok
Márkovski potok je levi pritok Velike Krke na Goričkem v Prekmurju. Izvira v gozdu pod Bejčinim bregom, teče večinoma skozi gozd po plitvo zarezani dolini proti jugu in se pri zaselku Dol (Markovci) izliva v Veliko Krko. Potok je skoraj v celoti v naravnem stanju, enako tudi mokrotni logi v dnu doline, v povirnem delu so ob drobnih pritokih številni erozijski jarki.